# Hospital Británico de Buenos Aires
El Hospital Británico es un hospital de comunidad privado que funciona en la ciudad de Buenos Aires, Argentina.

## Historia
El hospital fue fundado en 1844 por un grupo de residentes británicos en Buenos Aires, liderados por el reverendo Barton Lodge, con el fin de asistir a los miembros de la comunidad con menores recursos y así liberar el erario público de sus gastos de internación en hospitales municipales. La Sociedad Británica de Filantropía adquirió una casa en la calle Independencia para el Dispensario Médico Británico. Su misión inicial era brindar cuidados médicos a los residentes británicos como así también a los marineros de barcos británicos. Para satisfacer la creciente afluencia de pacientes, el Hospital se mudó a la esquina de Viamonte y Uruguay. Allí fue donde, en 1847, el Dr. John Mackenna llevó a cabo la primera operación con anestesia general en la Argentina.
El Hospital se mudó en 1861 a la esquina de Defensa y Caseros, año en el que se designó primer Oficial Médico Residente al Dr. Robert Reid, de la Universidad de Edimburgo. Su dedicación en el Hospital fue admirable, muriendo en 1870 de fiebre amarilla mientras atendía a los enfermos de esta terrible epidemia.

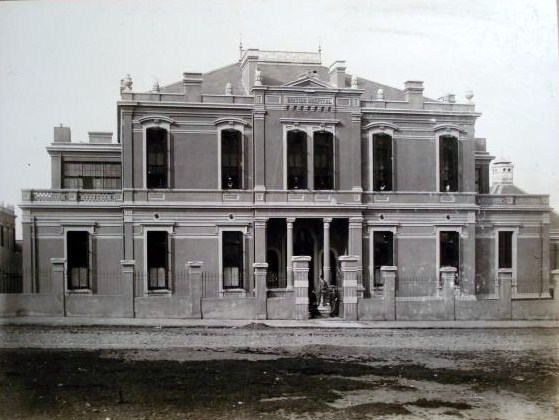
Antiguo pabellón del British Hospital. (ca. 1890)

En 1884 el crecimiento constante del Hospital resultó en la adquisición del predio donde está ubicado actualmente, en la esquina de Caseros y Perdriel. Al año siguiente el Consejo de Administración aprobó los planes para un nuevo edificio, cuya piedra fundamental fue puesta en 1886 por el presidente de la República, Julio Argentino Roca. De esta manera el cuarto Hospital Británico fue inaugurado en 1887.
El hospital cuenta además con la Escuela de Enfermería más antigua del país, que funciona de manera ininterrumpida desde 1890, donde ha capacitado en forma gratuita a generaciones de enfermeras profesionales, muchas de las estudiantes de enfermería han provenido del interior, en especial de las provincias del Noroeste y de las comunidades galesas de la Patagonia, que luego se reinsertan en el sistema de salud argentino.
En la segunda mitad de la década de 1930, comenzó la construcción del actual edificio del Hospital Británico, obra de los arquitectos Jacobs y Giménez, asociados con el arquitecto Falomir. Se mantuvieron en pie pocos pabellones del antiguo complejo inaugurado en 1886, y se avanzó con la primera etapa hasta que el estallido de la Segunda Guerra Mundial en 1939 paralizó las obras, que fueron retomadas recién en 1942 para terminarse en dos años después. Éste es el actual edificio principal del hospital, que se mantiene en pie con numerosas ampliaciones y reformas.
La última de ellas fue ejecutada entre 2007 y 2008, según el proyecto del estudio de arquitectura Egozcué-Vidal-Pastorino-Pózzolo, especializados en el área de Salud, llevando la superficie del hospital a 36.700 m² cubiertos.

## Características
Fiel al espíritu filantrópico fundacional, continúa siendo una asociación civil sin fines de lucro y una entidad de bien público. A partir de las grandes epidemias del siglo XIX, el hospital abrió sus puertas a todas la sociedad y, de hecho, varios médicos de la institución tuvieron un rol preponderante en la detección de las epidemias y la atención a los enfermos.
Entre los logros más destacados se encuentra la primera cirugía con anestesia general, la primera escuela de enfermería, el primer trasplante de médula ósea y el primer implante coclear en la Argentina. Asimismo, en 2010 realizó el primer trasplante renal vivo relacionado con nefrectomía por vía transvaginal de Latinoamérica. 
Tiene un fuerte sesgo hacia la docencia y la investigación, siendo unidad docente de la Universidad de Buenos Aires y Hospital Universitario de la Universidad Católica Argentina para la carrera de medicina. Hoy, el Hospital Británico es un centro médico de alta complejidad con más de un millón de consultas por año, que lleva más de 178 años cuidando la salud de los argentinos.